# InterMezzo
InterMezzo es un sistema de archivos distribuido para Linux, distribuido bajo la licencia GPL. A partir de la versión 2.4.15 del núcleo Linux se incluye soporte para InterMezzo en el kernel standard. InterMezzo está diseñado para trabajar encima de un sistema de archivos con registro como ext3, JFS, ReiserFS y XFS.
Un sistema InterMezzo consiste en un servidor, que mantiene la copia maestra del sistema de archivos, y uno o más clientes con una caché del sistema de archivos. Puede trabajar en el modo de replicación, en el que un cliente mantiene un duplicado completo del sistema de archivos, o en el modo bajo demanda en el que el cliente sólo solicita los ficheros que necesita. Lo que se logra al capturar todas las escrituras al sistema de archivos con registro del servidor difundiéndolas a los clientes para que las reproduzcan.
Se describe como un "sistema de archivos de gran disponibilidad" ya que un cliente puede trabajar incluso si se pierde la conexión con el servidor. Durante el periodo de desconexión, se registran las actualizaciones que se propagarán al restaurar la conexión. Los conflictos se detectan y manejan de acuerdo a la "política de resolución de conflictos" (aunque la mejor política puede ser evitar los conflictos).
Aplicaciones típicas para el modo de replicación pueden ser:
- Un cluster de servidores trabajando sobre un sistema de archivos compartido.
- Ordenadores que no siempre están conectados a la red, como los portátiles.

Aplicaciones típicas para el modo bajo demanda pueden ser:
- Servidores de ficheros distribuidos, es decir, se pueden realizar réplicas de servidores FTP o WWW remotos sin tener que propagar ficheros a los que nunca se accede.
- Estaciones de trabajo de escritorio.

InterMezzo nació como parte del sistema de archivos Coda en la Carnegie Mellon University y toma muchas de sus decisiones de diseño de Coda. InterMezzo fue diseñado para mejorar la escalabilidad, las prestaciones, la modularidad y conseguir una integración sencilla con los sistemas de ficheros existentes.
Aunque InterMezzo está soportado por la versión estándar del núcleo Linux desde la versión 2.4, se ha eliminado su soporte en la série 2.6. Parece que el desarrollo de InterMezzo ha concluido, y sus desarrolladores se han pasado a un nuevo proyecto de nombre Lustre.